# Cantó d'Écouché
El cantó d'Écouché és un cantó francès del departament de l'Orne, situat al districte d'Argentan. Té 18 municipis i el cap es Écouché.

## Municipis
- Avoine
- Batilly
- Boucé
- La Courbe
- Écouché
- Fleuré
- Goulet
- Joué-du-Plain
- Loucé
- Montgaroult
- Rânes
- Saint-Brice-sous-Rânes
- Saint-Ouen-sur-Maire
- Sentilly
- Serans
- Sevrai
- Tanques
- Vieux-Pont

## Història
| Data d'elecció                           | Identitat         | Partit                     | Qualitat |
| ---------------------------------------- | ----------------- | -------------------------- | -------- |
| 1945-19..                                | M. Gondouin       | RPF, després divers droite |          |
| 19..-197.                                | M. Thomas         | Divers droite              |          |
| 197.-1988                                | Marcel Dionot     | UDR, després RPR           |          |
| 1988-2007                                | Henri Maubert     | Divers droite              |          |
| 2007-                                    | Hubert Christophe | Divers droite              |          |
| les dades anteriors no són pas conegudes |                   |                            |          |
|                                          |                   |                            |          |

## Demografia
| A partir de 1990: Població sense dobles comptes |